# Hohler Stein (Dittmannsdorf)
Als Hohler Stein werden mehrere, fast geradlinig aneinander gereihte Felsklippen im Mühlbusch östlich von Dittmannsdorf bezeichnet.

## Geologie/Beschreibung
Die Klippen stellen die Ausfüllung einer Kluft der Waldkirchener Verwerfung, einer geologischen Störungszone im Gebiet von Zschopau dar. Diese lässt sich in südöstlicher Richtung weiterverfolgen. Auf den Feldern kann man mitunter Quarzblöcke und -steine finden. Die vorherrschende Gesteinsart ist Quarz verbunden mit Glimmerschiefer. Das vereinzelte Auftreten von Eisenerzoxiden war Anlass gelegentlicher Bergbauversuche.
Die Klippen können über einen Wanderweg von Dittmannsdorf nach Witzschdorf erreicht werden. Von diesen lässt sich die Ortsmitte von Dittmannsdorf mit seiner Kirche einsehen.